# Río Hurtado (Gemeinde)
Río Hurtado (früher Samo Alto genannt) ist eine Gemeinde in der Provinz Limarí in der Región de Coquimbo in Chile. Bei der Volkszählung im Jahr 2017 hatte sie 4278 Einwohner. Die Gemeinde erstreckt sich über eine Fläche von 2180 km².
Es liegt in den Ausläufern des Hurtado-Tals, etwa 400 Kilometer nördlich von Santiago de Chile. Die Hauptstadt ist die Stadt Samo Alto.

## Bevölkerung
Laut der Volkszählung des Nationalen Statistikinstituts von 2002 hatte Río Hurtado 4771 Einwohner, die alle in ländlichen Gebieten lebten, was sie zur bevölkerungsärmsten Gemeinde der Provinz macht. Im Jahr 2017 zählte man 4278 Personen.